# Junji Koizumi
Junji Koizumi (小泉 淳嗣 Koizumi Junji?), född 11 januari 1968 i Tochigi prefektur, är en japansk tidigare fotbollsspelare.
Koizumi började sin karriär 1988 i Nissan Motors (Yokohama Marinos). Med Nissan Motors vann han japanska ligan 1988/89, 1989/90, japanska ligacupen 1988, 1989, 1990 och japanska cupen 1988, 1989, 1991, 1992. 1995 flyttade han till Yokohama Flügels. Efter Yokohama Flügels spelade han för Kawasaki Frontale. Han avslutade karriären 1997.